# A Zalaegerszegi TE FC 2021–2022-es szezonja
A Zalaegerszegi TE a 2021–2022-es szezonban az NB1-ben indul, miután a 2020–2021-es NB1-es szezonban kilencedik helyen zárta a bajnokságot.
A Magyar kupában a legjobb 32 között estek ki, a Budapest Honvéd tudta őket legyőzni hosszabbítás után 0-1-re.

A bajnokságot az előző szezonhoz képest eggyel jobb helyen, nyolcadikként fejezték be, 39 pontot gyűjtve.

## Változások a csapat keretében
2022. április 5. szerint.
*A félkövérrel jelölt játékosok felnőtt válogatottsággal rendelkeznek.

### Érkezők
| Mezszám | Poz. | Nemzetiség | Név                 | Kor | Honnan           | Szerződés megnevezése    | Átigazolási időszak | Szerződés vége | Átigazolás összege | Forrás |
| ------- | ---- | ---------- | ------------------- | --- | ---------------- | ------------------------ | ------------------- | -------------- | ------------------ | ------ |
| 17      | V    | magyar     | Huszti András       | 20  | Puskás Aka.      | kölcsön                  | Nyári               | 2022.06.30.    | -                  | [ 4 ]  |
| 11      | CS   | magyar     | Beke Péter          | 20  | Hamburg II       | átigazolás               | Nyári               | 2024.06.30.    | ingyen             | [ 5 ]  |
| 31      | V    | macedón    | Nikola Szerafimov   | 21  | Akademija Pandev | átigazolás               | Nyári               | 2024.06.30.    | ingyen             | [ 6 ]  |
| 7       | CS   | magyar     | Skribek Alen        | 20  | Puskás Aka.      | kölcsön                  | Nyári               | 2022.06.30.    | -                  | [ 7 ]  |
| 21      | KP   | bosnyák    | Emir Halilović      | 31  | Bandirmaspor     | átigazolás               | Nyári               | 2022.06.30.    | ingyen             | [ 8 ]  |
| 23      | CS   | macedón    | Daniel Milovanovikj | 22  | Akademija Pandev | átigazolás               | Nyári               | 2024.06.30.    | ?                  | [ 9 ]  |
| -       | KP   | magyar     | Csóka Dominik       | 17  | Utánpótlás       | profi szerződés          | Nyári               | 2024.06.30.    | -                  | [ 10 ] |
| 70      | KP   | nigériai   | Meshack Ubochioma   | 19  | Nafta Lendva     | kölcsönből vissza        | Nyári               | 2022.06.30.    | -                  |        |
| 13      | V    | magyar     | Majnovics Martin    | 20  | SKN St. Pölten   | átigazolás               | Nyári               | ?              | ingyen             | [ 11 ] |
| 50      | CS   | albán      | Eros Grezda         | 26  | NK Osijek        | kölcsön                  | Nyári               | 2022.06.30.    | -                  | [ 12 ] |
| 14      | CS   | horvát     | Josip Špoljarić     | 24  | NK Osijek        | kölcsön                  | Nyári               | 2022.06.30.    | -                  | [ 13 ] |
| 99      | CS   | bolgár     | Preszlav Borukov    | 21  | FC Etar          | átigazolás               | Nyári               | 2022.06.30.    | ingyen             | [ 14 ] |
| 6       | KP   | mali       | Bakary Nimaga       | 26  | TSV Hartberg     | átigazolás               | Nyári               | 2022.06.30.    | ingyen             | [ 15 ] |
| 77      | CS   | magyar     | Szalay Szabolcs     | 19  | Tiszakécske      | kölcsönből vissza        | Téli                | 2023.06.30.    | -                  | [ 16 ] |
| 7       | CS   | magyar     | Zsóri Dániel        | 21  | Fehérvár         | kölcsön, vételi opcióval | Téli                | 2022.06.30.    | -                  | [ 17 ] |
| 68      | CS   | magyar     | Halmai Ádám         | 20  | Fehérvár         | kölcsön                  | Téli                | 2022.06.30.    | -                  | [ 18 ] |
| 37      | V    | magyar     | Mocsi Attila        | 21  | Haladás          | átigazolás               | Téli                | 2025.06.30.    | ?                  | [ 19 ] |
| 71      | KP   | magyar     | Posztobányi Patrik  | 19  | Puskás Aka.      | kölcsön                  | Téli                | 2022.06.30.    | -                  | [ 20 ] |
| -       | CS   | magyar     | Fehér Barnabás      | 19  | Utánpótlás       | profi szerződés          | Téli                | ?              | -                  | [ 21 ] |
| 72      | V    | horvát     | Mihael Rebernik     | 25  | Nafta Lendva     | kölcsön                  | Téli                | 2022.06.30.    | -                  | [ 22 ] |
| 11      | CS   | horvát     | Šime Gržan          | 27  | NK Osijek        | kölcsön                  | Téli                | 2022.06.30.    | -                  | [ 23 ] |
| -       | CS   | román      | Liviu Antal         | 32  | Haladás          | kölcsön                  | Téli                | 2022.06.30.    | -                  | [ 24 ] |
| -       | KP   | magyar     | Szökrönyös Dániel   | 22  | Nafta Lendva     | kölcsönből vissza        | Téli                | ?              | -                  | [ 25 ] |

### Távozók
| Mezszám | Poz. | Nemzetiség | Név                | Kor | Hova               | Szerződés megnevezése    | Átigazolási időszak | Szerződés vége | Átigazolás összege | Forrás |
| ------- | ---- | ---------- | ------------------ | --- | ------------------ | ------------------------ | ------------------- | -------------- | ------------------ | ------ |
| 7       | KP   | magyar     | Vass Patrik        | 28  | Nyíregyháza        | lejárt a szerződése      | Nyári               | 2024.06.30.    | ingyen             | [ 26 ] |
| 17      | KP   | portugál   | Sandro Semedo      | 24  | klub nélküli       | lejárt a szerződése      | Nyári               | -              | -                  | [ 26 ] |
| 19      | V    | szlovák    | Szépe János        | 25  | Mezőköved          | lejárt a szerződése      | Nyári               | ?              | ingyen             | [ 27 ] |
| 6       | V    | magyar     | Szalai Dániel      | 24  | Budafok            | átigazolás               | Nyári               | ?              | ?                  | [ 28 ] |
| 11      | CS   | magyar     | Szánthó Regő       | 20  | Ferencváros        | kölcsönből vissza        | Nyári               | ?              | -                  |        |
| 25      | KP   | ukrán      | Artem Favorov      | 27  | Puskás Aka.        | kölcsönből vissza        | Nyári               | 2022.06.30.    | -                  |        |
| 26      | V    | nigériai   | Orji Chukwuma      | 19  | klub nélküli       | lejárt a szerződése      | Nyári               | -              | -                  |        |
| 42      | CS   | magyar     | Könyves Norbert    | 32  | Diósgyőr           | átigazolás               | Nyári               | ?              | ?                  | [ 29 ] |
| 23      | CS   | magyar     | Futács Márkó       | 31  | Olimpija Ljubljana | lejárt a szerződése      | Nyári               | ?              | ingyen             |        |
| 21      | KP   | magyar     | Kun Bertalan       | 22  | FK Proleter        | lejárt a szerződése      | Nyári               | ?              | ingyen             | [ 30 ] |
| 22      | V    | szerb      | Aleksandar Tanasin | 29  | FK Proleter        | lejárt a szerződése      | Nyári               | ?              | ingyen             | [ 31 ] |
| -       | KP   | magyar     | Szökrönyös Dániel  | 22  | Nafta Lendva       | kölcsönbe                | Nyári               | 2022.06.30.    | -                  |        |
| -       | KP   | magyar     | Kovács Barnabás    | 18  | Tiszakécske        | kölcsönbe                | Nyári               | 2022.06.30.    | -                  | [ 32 ] |
| -       | CS   | magyar     | Szalay Szabolcs    | 19  | Tiszakécske        | kölcsönbe                | Nyári               | 2022.06.30.    | -                  | [ 33 ] |
| -       | V    | magyar     | Németh Erik        | 21  | Nafta Lendva       | kölcsönbe                | Nyári               | 2022.06.30.    | -                  | [ 34 ] |
| 99      | CS   | bolgár     | Preszlav Borukov   | 21  | klub nélküli       | szerződést bontottak     | Nyári               | 2022.06.30.    | -                  | [ 35 ] |
| 10      | CS   | magyar     | Babati Benjamin    | 26  | Mezőkövesd         | átigazolás               | Téli                | 2024.06.30.    | ?                  | [ 36 ] |
| 7       | CS   | magyar     | Skribek Alen       | 20  | Puskás Aka.        | kölcsönből vissza        | Téli                | 2022.06.30.    | -                  | [ 37 ] |
| 6       | KP   | mali       | Bakary Nimaga      | 26  | klub nélküli       | szerződést bontottak     | Téli                | 2022.06.30.    | -                  | [ 38 ] |
| 11      | CS   | magyar     | Beke Péter         | 20  | Budafok            | átigazolás               | Téli                | ?              | ingyen             | [ 39 ] |
| 13      | V    | magyar     | Majnovics Martin   | 21  | SV Horn            | kölcsönbe                | Téli                | 2022.06.30.    | -                  | [ 40 ] |
| 97      | CS   | magyar     | Németh Dániel      | 18  | Nafta Lendva       | kölcsönbe                | Téli                | 2022.06.30.    | -                  | [ 41 ] |
| -       | KP   | magyar     | Szökrönyös Dániel  | 22  | Kecskemét          | kölcsönbe                | Téli                | 2022.06.30.    | -                  | [ 25 ] |
| 16      | CS   | magyar     | Zimonyi Dávid      | 24  | Vasas              | kölcsön, vételi opcióval | Téli                | 2022.06.30.    | -                  | [ 42 ] |
| 9       | CS   | magyar     | Koszta Márk        | 25  | Ulsan Hyundai      | átigazolás               | Téli                | ?              | 1.000.000 €        | [ 43 ] |

## Jelenlegi keret
Utolsó módosítás: 2022. március 29.
A vastaggal jelzett játékosok felnőtt válogatottsággal rendelkeznek.
A dőlttel jelzett játékosok kölcsönben szerepelnek a klubnál.
*A második csapat és a felnőtt keret tagjai is.

| Mezszám       | Név                  | Nemzetiség     | Születési hely | Születési idő (kor)           | Korábbi csapat           | Érték(€) | Szerződés lejárta |
| ------------- | -------------------- | -------------- | -------------- | ----------------------------- | ------------------------ | -------- | ----------------- |
|               |                      |                |                |                               |                          |          |                   |
| Kapusok       |                      |                |                |                               |                          |          |                   |
| 1             | Demjén Patrik        | magyar         | Esztergom      | 1998. március 22. (27 éves)   | Budaörsi SC              | 400 000  | 2024.06.30.       |
| 46            | Köcse Bence*         | magyar         | Zalaegerszeg   | 2002. február 25. (23 éves)   | utánpótlásból került fel | 50 000   | 2023.06.30.       |
| 95            | Gyurján Márton       | magyar         | Nyíregyháza    | 1995. január 1. (30 éves)     | Szombathelyi Haladás     | 150 000  | 2024.06.30.       |
| Védők         |                      |                |                |                               |                          |          |                   |
| 3             | Kálnoki Kis Dávid    | magyar         | Budapest       | 1991. augusztus 6. (33 éves)  | Budapest Honvéd FC       | 300 000  | 2023.06.30.       |
| 4             | Zoran Lesjak         | horvát         | Csáktornya     | 1988. február 1. (37 éves)    | NK Osijek                | 200 000  | 2023.06.30.       |
| 5             | Bobál Dávid          | magyar         | Pásztó         | 1995. augusztus 31. (29 éves) | Paksi FC                 | 250 000  | 2022.06.30        |
| 17            | Huszti András*       | magyar         | Pécs           | 2001. január 29. (24 éves)    | Puskás Akadémia FC       | 150 000  | 2022.06.30.       |
| 29            | Sebestyén Lóránt*    | magyar         | Keszthely      | 2001. január 29. (24 éves)    | utánpótlásból került fel | 75 000   | 2023.06.30.       |
| 31            | Nikola Szerafimov    | MKD            | Szkopje        | 1999. augusztus 11. (25 éves) | Akademija Pandev         | 450 000  | 2025.06.30.       |
| 37            | Mocsi Attila         | magyar         | Lakszakállas   | 2000. május 2. (25 éves)      | Szombathelyi Haladás     | 300 000  | 2025.06.30.       |
| 44            | Gergényi Bence       | magyar         | Budapest       | 1998. március 16. (27 éves)   | Budapest Honvéd FC       | 250 000  | 2023.06.30.       |
| 72            | Mihael Rebernik*     | horvát         | Csáktornya     | 1996. augusztus 6. (28 éves)  | NK Nafta Lendava         | 50 000   | 2022.06.30.       |
| Középpályások |                      |                |                |                               |                          |          |                   |
| 8             | Tajti Mátyás         | magyar         | Budapest       | 1998. június 2. (27 éves)     | Zagłębie Lubin           | 250 000  | 2022.06.30.       |
| 18            | Bojan Sankovic       | MNE · horvát   | Knin           | 1993. november 21. (31 éves)  | Jertisz Pavlodar FK      | 350 000  | 2025.06.30.       |
| 21            | Emir Halilović       | bosnyák        | Zvornik        | 1989. november 4. (35 éves)   | Bandirmaspor             | 200 000  | 2023.06.30.       |
| 27            | Bedi Bence           | magyar         | Nagykanizsa    | 1996. november 14. (28 éves)  | utánpótlásból került fel | 400 000  | 2024.06.30.       |
| 71            | Posztobányi Patrik*  | magyar         | Budapest       | 2002. július 29. (23 éves)    | Puskás Akadémia FC       | 75 000   | 2022.06.30.       |
| Támadók       |                      |                |                |                               |                          |          |                   |
| 7             | Zsóri Dániel*        | magyar · román | Nagyvárad      | 2000. október 14. (24 éves)   | MOL Fehérvár FC          | 125 000  | 2022.06.30.       |
| 11            | Šime Gržan           | horvát         | Zára           | 1994. április 6. (31 éves)    | NK Osijek                | 400 000  | 2022.06.30.       |
| 23            | Daniel Milovanovikj* | MKD            | Kavadarci      | 1998. augusztus 10. (26 éves) | Akademija Pandev         | 150 000  | 2024.06.30.       |
| 24            | Papp László*         | magyar         | Zalaegerszeg   | 2001. január 9. (24 éves)     | utánpótlásból került fel | 50 000   | 2023.06.30.       |
| 50            | Josip Špoljarić      | horvát         | Eszék          | 1997. január 5. (28 éves)     | NK Osijek                | 250 000  | 2022.06.30.       |
| 57            | Liviu Antal          | ROM            | Szilágysomlyó  | 1989. június 2. (36 éves)     | Szombathelyi Haladás     | 300 000  | 2022.06.30.       |
| 68            | Halmai Ádám*         | magyar         | Budapest       | 2001. július 17. (24 éves)    | MOL Fehérvár FC          | 150 000  | 2022.06.30.       |
| 70            | Meshack Ubochioma    | nigéria        | Nigéria,?      | 2001. november 29. (23 éves)  | NK Nafta Lendava         | 225 000  | 2024.06.30.       |
| 77            | Szalay Szabolcs*     | magyar         | Veszprém       | 2002. február 17. (23 éves)   | Tiszakécskei LC          | 100 000  | 2023.06.30.       |
| 78            | Fehér Barnabás*      | magyar         | Zalaegerszeg   | 2002. május 16. (23 éves)     | utánpótlásból került fel | N/A      | Nem publikus      |

| Név               | Poszt       | Nemzetiség | Születési hely | Születési idő (kor)           | Kölcsönben itt   | Érték (€) | Kölcsön lejárta |
| ----------------- | ----------- | ---------- | -------------- | ----------------------------- | ---------------- | --------- | --------------- |
| Németh Erik       | védő        | magyar     | Zalaegerszeg   | 2000. június 1. (25 éves)     | NK Nafta Lendava | 125 000   | 2022.06.30.     |
| Majnovics Martin  | védő        | magyar     | Sopron         | 2000. október 26. (24 éves)   | SV Horn          | 100 000   | 2022.06.30.     |
| Kovács Barnabás   | középpályás | magyar     | Dunaújváros    | 2002. november 14. (22 éves)  | Tiszakécskei LC  | 125 000   | 2022.06.30.     |
| Szabó Bence       | középpályás | magyar     | Székesfehérvár | 1998. január 16. (27 éves)    | NK Nafta Lendava | 50 000    | 2022.06.30.     |
| Szökrönyös Dániel | középpályás | magyar     | Zalaegerszeg   | 1999. szeptember 3. (25 éves) | Kecskeméti TE    | 50 000    | 2022.06.30.     |
| Németh Dániel     | támadó      | magyar     | Gyöngyös       | 2003. október 9. (21 éves)    | NK Nafta Lendava | 75 000    | 2022.06.30.     |
| Zimonyi Dávid     | támadó      | magyar     | Kimle          | 1997. december 24. (27 éves)  | Vasas SC         | 175 000   | 2022.06.30.     |

## Klubvezetés és szakmai stáb
Utolsó módosítás: 2022. március 29. 
| Klubvezetés                           | Klubvezetés           |
| ------------------------------------- | --------------------- |
| Többségi tulajdonos                   | Végh Gábor            |
| Ügyvezető                             | Mocnek Mária          |
| Menedzsment                           |                       |
| Klub- és aréna koordinátor            | Vándor Attila         |
| Marketing vezető                      | Léczfalvi Szabolcs    |
| Gazdasági vezető                      | Pethő Richárd         |
| Értékesítő vezető                     | Nagy Adrián           |
| Vezető scout                          | Makrai Márk           |
| ZTE FC Szakmai stáb                   |                       |
| Megbízott vezetőedző                  | Molnár Balázs         |
| Másodedző                             | Ferenczi István       |
| Erőnléti edző                         | Ferenczi István       |
| Pályaedző                             | ifj. Bozsik József    |
| Kapusedző                             | Vlaszák Géza          |
| Videóelemző                           | László Dávid          |
| Gyógytornász-fizioterapeuta           | Domiter Eszter        |
| Masszőr                               | Peszlen Ádám          |
| Masszőr                               | Tóth Csaba            |
| Kit menedzser                         | Pálinkás-Zsámár Anita |
| ZTE II Szakmai stáb                   |                       |
| Vezetőedző                            | Koller Zoltán         |
| Másodedző                             | Mihalecz Péter        |
| Masszőr                               | Horváth József        |
| Technikai vezető                      | Bedő Norbert          |
| Utánpótlás                            |                       |
| Utánpótlás szakág- és akadémia vezető | Molnár Balázs         |
| Utánpótlás operatív vezető            | Tóth Ádám             |
| Technikai asszisztens                 | Péter Péter           |
| Utánpótlás edző                       | William Gallas        |

### Vezetőedző-váltások
| Távozott vezetőedző | Távozás módja | Távozás dátuma    | Helyezés a tabellán | Érkezett vezetőedző       | Érkezés dátuma    | Forrás        |
| ------------------- | ------------- | ----------------- | ------------------- | ------------------------- | ----------------- | ------------- |
| Waltner Róbert      | Felmondott    | 2022. március 25. | 4. hely             | Molnár Balázs (megbízott) | 2022. március 29. | [ 48 ] [ 49 ] |

## Mérkőzések

### Előkészületi meccsek

#### Nyári
| 2021. június 30. 18:00 |

| Szombathelyi Haladás | 1-1               | Zalaegerszegi TE FC |
| -------------------- | ----------------- | ------------------- |
| Tóth M. 14'          | (1-0) Jegyzőkönyv | Meshack 63'         |

| Haladás Sportkomplexum, Szombathely |

- ZTE: 1.félidő: Demjén - Németh E., Serafimov, Bobál, Gergényi - Sankovic, Bedi - Skribek, Koszta, Babati - Beke 2.félidő: Gyurján - Földvári, Kálnoki, Sebestyén, Papp - Kovács B., Tajti - Meshack, Szalay, Szökrönyös - Németh D. Vezetőedző: Waltner Róbert

| 2021. július 3. 11:00 |

| NK Osijek | 0-0               | Zalaegerszegi TE FC |
| --------- | ----------------- | ------------------- |
|           | (0-0) Jegyzőkönyv |                     |

| Fazanerija Stadion, Muraszentmárton |

- ZTE: 1. félidő: Demjén - Kálnoki, Serafimov, Bobál, Gergényi - Bedi, Sankovic, Tajti - Babati, Zimonyi, Skribek   Csereként pályára léptek: Gyurján, Sebestyén, Koszta, Kovács B., Beke, Szalay, Meshack, Németh, Szökrönyös. Vezetőedző: Waltner Róbert

| 2021. július 7. 18:00 |

| Zalaegerszegi TE FC | 1-4               | Tabor Sezana |
| ------------------- | ----------------- | ------------ |
| Bedi                | (1-1) Jegyzőkönyv |              |

|  |

- ZTE: 1. félidő: Demjén – Kálnoki, Serafimov, Bobál, Gergényi – Sankovic, Bedi – Babati, Tajti, Skribek – Zimonyi  2. félidő: Gyurján – Szökrönyös, Németh E., Sebestyén, Papp – Kovács, Németh D. – Csóka, Koszta, Szalay – Beke

| 2021. július 10. 11:00 |

| BFC Siófok | 2-4*              | Zalaegerszegi TE FC           |
| ---------- | ----------------- | ----------------------------- |
| Horváth P. | (0-3) Jegyzőkönyv | Bedi Horváth M. Tajti Meshack |

| Révész Géza utcai stadion, Siófok |

*kétszer 60 perces mérkőzés volt.
- ZTE: 1. félidő: Demjén – Bedi, Serafimov, Bobál, Gergényi – Halilovic (Zimonyi), Sankovic – Skribek, Tajti, Babati – Koszta   2. félidő: Gyurján – Kálnoki-Kis, Németh E., Sebestyén, Papp – Milovanovikj, Kovács, Németh D., Meshack – Beke (Szökrönyös), Zimonyi

| 2021. július 13. 17:00 |

| NK Rogaska | 1-2               | Zalaegerszegi TE FC |
| ---------- | ----------------- | ------------------- |
|            | (1-0) Jegyzőkönyv | Zimonyi 70,86'      |

|  |

- ZTE: 1. félidő: Demjén – Bedi, Serafimov, Bobál, Gergényi – Sankovic, Halilovic – Babati, Tajti, Skribek - Koszta  2. félidő: Gyurján – Kálnoki-Kis, Németh E., Sebestyén, Papp - Milovanovikj, Szökrönyös, Németh D., Szalay, Meshack - Zimonyi

| 2021. július 16. 11:00 |

| NK Drava Ptuj | 0-3   | Zalaegerszegi TE FC |
| ------------- | ----- | ------------------- |
|               | (0-0) | Koszta Szalay       |

|  |

- ZTE: 1. félidő: Demjén – Serafimov, Kálnoki-Kis, Bobál, Gergényi – Bedi, Sankovic – Babati, Koszta, Skribek – Zimonyi  2. félidő:  Demjén – Meshack, Németh E., Sebestyén, Papp – Tajti, Halilovic – Milovanovikj, Németh D., Szalay – Beke

| 2021. július 24. 19:00 |

| Zalaegerszegi TE FC | 0-0 | AÉ Kítion Lárnakasz |
| ------------------- | --- | ------------------- |
|                     |     |                     |

| ZTE Aréna (Zete Fieszta), Zalaegerszeg |

- ZTE: Demjén – Serafimov, Kálnoki, Bobál (Sebestyén), Gergényi – Sankovic, Bedi (Tajti) – Babati (Skribek), Koszta (Meshack), Milovanovikj (Halilovic) – Zimonyi (Szalay)

#### Téli
| 2022. január 8. 11:00 |

| Zalaegerszegi TE FC    | 2-4               | III. Kerületi TVE                     |
| ---------------------- | ----------------- | ------------------------------------- |
| Zimonyi 13' Szalay 72' | (1-3) Jegyzőkönyv | Borvető 12' 44' Opavszky 27' Sili 89' |

| ZTE Aréna mögötti műfüves pálya, Zalaegerszeg |

- ZTE FC. I. félidő: Demjén - Lesjak, Serafimov, Kálnoki-Kis, Bedi - Sankovic, Halilovic - Meshack, Spoljaric, Grezda - Zimonyi. II.  félidő: Köcse - Rebrenik, Sebestyén, Bobál, Gergényi - Németh D., Halmai  - Milovanovikj, Tajti, Szalay - Zsóri.

| 2022. január 12. 14:00 |

| MOL Fehérvár FC | 0-1               | Zalaegerszegi TE FC |
| --------------- | ----------------- | ------------------- |
|                 | (0-0) Jegyzőkönyv | Szalay 58'          |

| MOL Aréna Sóstó, Székesfehérvár |

| 2022. január 15. 13:00 |

| Budapest Honvéd FC | 0-0               | Zalaegerszegi TE FC |
| ------------------ | ----------------- | ------------------- |
|                    | (0-0) Jegyzőkönyv |                     |

| Magyar Futball Akadémia, Budapest |

- ZTE FC: Gyurján (67' Köcse.) – Lesjak, Serafimov ( 25' Bobál), Kálnoki-Kis (67' Sebestyén), Bedi, Sankovic, Halilovic (67' Papp), Tajti, Meshack (67' Fehér), Grezda (46' Gergényi), Szalay (46' Zsóri)

### OTP Bank Liga
Utolsó módosítás: 2022. április 5.
| 2021. augusztus 1. 17:45 1. forduló |

| Zalaegerszegi TE FC | 1-1   | MOL Fehérvár |
| ------------------- | ----- | ------------ |
| Babati 68'          | (0-0) | Dárdai 47'   |

| ZTE Aréna, Zalaegerszeg Nézőszám: 1965 Játékvezető: Andó-Szabó Sándor |

- ZTE: Demjén, Kálnoki-Kis, Bobál, Tajti ( Szalay 81'), Koszta, Babati ( Meshack 75'), Zimonyi ( Skribek 63'), Halilovic, Bedi, Szerafimov, Gergényi.
- Fel nem használt cserék: Gyurján (kapus), Milovanovikj, Sebestyén, Németh D. Vezetőedző: Waltner Róbert

| 2021. augusztus 7. 17:45 2. forduló |

| Mezőkövesd                         | 3-2   | Zalaegerszegi TE FC                                 |
| ---------------------------------- | ----- | --------------------------------------------------- |
| Jurina 15' Cseri 54' Beširović 83' | (2-0) | Koszta 67' Szerafimov 69' Kálnoki-Kis 82′ Bobál 88′ |

| Mezőkövesdi Városi Stadion, Mezőkövesd Nézőszám: 1455 Játékvezető: Pillók Ádám |

- ZTE: Demjén, Kálnoki-Kis, Bobál, Skribek ( Spoljaric 78'), Koszta, Babati ( Meshack 63'), Sankovic, Halilovic ( Szalay 63'), Bedi, Szerafimov, Gergényi
- Fel nem használt cserék: Gyurján (kapus), Beke, Zimonyi, Milovanovikj, Németh E., Sebestyén. Vezetőedző: Waltner Róbert

| 2021. augusztus 15. 17:45 3. forduló |

| Zalaegerszegi TE FC | 1-3   | Puskás Akadémia FC                 |
| ------------------- | ----- | ---------------------------------- |
| Skribek 13'         | (1-0) | Favorov 54' Puljić 67' Corbu 90+2' |

| ZTE Aréna, Zalaegerszeg Nézőszám: 1737 Játékvezető: Bogár Gergő |

- ZTE: Demjén, Skribek, Koszta, Babati ( Grezda 67'), Sankovic, Halilovic ( Spoljaric 67'), Bedi, Németh E. ( Lesjak 67'), Sebestyén, Szerafimov, Gergényi
- Fel nem használt cserék: Gyurján (kapus), Zimonyi, Huszti, Milovanovikj, Meshack. Vezetőedző: Waltner Róbert

| 2021. augusztus 21. 16:00 4. forduló |

| Debreceni VSC | 1-2   | Zalaegerszegi TE FC    |
| ------------- | ----- | ---------------------- |
| Korhut 65'    | (0-1) | Skribek 29' Grezda 86' |

| Nagyerdei stadion, Debrecen Nézőszám: 4800 Játékvezető: Karakó Ferenc |

- ZTE: Demjén, Kálnoki-Kis, Lesjak ( Huszti 75'), Skribek ( Meshack 79'), Koszta ( Spoljaric 79'), Babati ( Halilovic 69'), Sankovic, Milovanovikj ( Grezda 69'), Bedi, Szerafimov, Gergényi
- Fel nem használt cserék: Gyurján (kapus), Bobál, Tajti, Zimonyi, Borukov. Vezetőedző: Waltner Róbert

| 2021. augusztus 27. 20:00 5. forduló |

| Zalaegerszegi TE FC | 1-3   | Budapest Honvéd FC             |
| ------------------- | ----- | ------------------------------ |
| Szerafimov 75'      | (0-2) | Lukić 9' Hidi 13' Tamás K. 70' |

| ZTE Aréna, Zalaegerszeg Nézőszám: 1862 Játékvezető: Antal Péter |

- ZTE: Demjén, Kálnoki-Kis ( Bobál 46'), Lesjak ( Huszti 46'), Skribek, Koszta ( Meshack 64'), Babati ( Grezda 46'), Sankovic, Milovanovikj ( Halilovic 23'), Bedi, Szerafimov, Gergényi
- Fel nem használt cserék: Gyurján (kapus), Tajti, Beke, Zimonyi, Spoljaric, Borukov. Vezetőedző: Waltner Róbert

| 2021. szeptember 13. 20:00 6. forduló |

| Újpest FC                | 2-2   | Zalaegerszegi TE FC        |
| ------------------------ | ----- | -------------------------- |
| Beridze 13' Bjeloš 90+2' | (1-0) | Koszta 82' Špoljarić 90+3' |

| Szusza Ferenc Stadion, Budapest Nézőszám: 1308 Játékvezető: Solymosi Péter |

- ZTE: Demjén, Lesjak, Skribek ( Spoljaric 70'), Tajti ( Halilovic 46'), Koszta, Zimonyi ( Milovanovikj 33'), Huszti ( Meshack 70'), Sankovic, Bedi ( Borukov 76'), Szerafimov, Gergényi
- Fel nem használt cserék: Gyurján (kapus), Kálnoki-Kis, Nimaga. Vezetőedző: Waltner Róbert

| 2021. szeptember 24. 20:00 7. forduló |

| Zalaegerszegi TE FC         | 2-5   | Paksi FC                                                         |
| --------------------------- | ----- | ---------------------------------------------------------------- |
| Špoljarić 51' Borukov 90+4' | (0-2) | Ádám M. 15' Szerafimov 38' Kinyik 54' Balogh B. 58' Szabó B. 84' |

| ZTE Aréna, Zalaegerszeg Nézőszám: 1214 Játékvezető: Káprály Mihály |

- ZTE: Demjén, Bobál ( Lesjak 32'), Skribek, Koszta ( Borukov 60'), Babati ( Meshack 46'), Huszti ( Nimaga 68'), Sankovic, Bedi, Szerafimov, Gergényi ( Halilovic 46'), Spoljaric
- Fel nem használt cserék: Gyurján (kapus), Kálnoki-Kis, Tajti, Beke, Zimonyi, Sebestyén, Németh D. Vezetőedző: Waltner Róbert

| 2021. október 3. 14:15 8. forduló |

| Zalaegerszegi TE FC | 2-0   | MTK Budapest FC |
| ------------------- | ----- | --------------- |
| Koszta 11' 85'      | (1-0) |                 |

| ZTE Aréna, Zalaegerszeg Nézőszám: 1057 Játékvezető: Andó-Szabó Sándor |

- ZTE: Demjén, Kálnoki-Kis, Lesjak, Skribek ( Meshack 67'), Koszta ( Nimaga 90+1'), Sankovic, Halilovic ( Zimonyi 90+1'), Bedi, Szerafimov, Spoljaric ( Tajti 67'), Borukov ( Babati 58')
- Fel nem használt cserék: Gyurján (kapus), Milovanovikj, Sebestyén. Vezetőedző: Waltner Róbert

| 2021. október 16. 17:00 9. forduló |

| Ferencvárosi TC | 1-2   | Zalaegerszegi TE FC      |
| --------------- | ----- | ------------------------ |
| Vécsei 45'      | (1-2) | Szerafimov 7' Koszta 23' |

| Groupama Aréna, Budapest Nézőszám: 8769 Játékvezető: Farkas Ádám |

- ZTE: Demjén, Kálnoki-Kis, Lesjak, Skribek ( Babati 46'), Koszta, Sankovic, Halilovic ( Tajti 85'), Bedi ( Gergényi 79'), Szerafimov, Spoljaric ( Nimaga 54'), Meshack ( Grezda 85')
- Fel nem használt cserék: Gyurján (kapus), Zimonyi, Huszti, Milovanovikj, Sebestyén, Németh D. Vezetőedző: Waltner Róbert

| 2021. október 22. 15:30 10. forduló |

| Zalaegerszegi TE FC      | 2-1   | Gyirmót FC Győr |
| ------------------------ | ----- | --------------- |
| Koszta 3' Szerafimov 35' | (2-1) | Szegi 45'       |

| ZTE Aréna, Zalaegerszeg Nézőszám: 728 Játékvezető: Antal Péter |

- ZTE: Demjén, Kálnoki-Kis, Lesjak, Skribek ( Tajti 82'), Koszta, Sankovic, Halilovic ( Zimonyi 90+2'), Bedi, Szerafimov, Spoljaric, Meshack ( Babati 60')
- Fel nem használt cserék: Gyurján (kapus), Bobál, Huszti, Papp Cs., Milovanovikj, Sebestyén, Gergényi, Németh D. Vezetőedző: Waltner Róbert

| 2021. október 31. 14:30 11. forduló |

| Kisvárda FC                        | 5-0   | Zalaegerszegi TE FC |
| ---------------------------------- | ----- | ------------------- |
| Navrátil 19' 34' Camaj 74' 83' 86' | (2-0) |                     |

| Várkerti Stadion, Kisvárda Nézőszám: 2023 Játékvezető: Bognár Tamás |

- ZTE: Demjén, Kálnoki-Kis, Lesjak, Bobál ( Sebestyén 76'), Skribek ( Milovanovikj 46'), Koszta ( Babati 67'), Sankovic, Bedi, Gergényi ( Huszti 46'), Spoljaric ( Zimonyi 46'), Meshack.
- Fel nem használt cserék: Gyurján (kapus). Vezetőedző: Waltner Róbert

| 2021. november 7. 17:30 12. forduló |

| MOL Fehérvár FC                  | 3-0   | Zalaegerszegi TE FC |
| -------------------------------- | ----- | ------------------- |
| Kodro 17' Petrjak 37' Dárdai 54' | (2-0) |                     |

| MOL Aréna Sóstó, Székesfehérvár Nézőszám: 2174 Játékvezető: Bogár Gergő |

- ZTE: Demjén, Kálnoki-Kis ( Bobál 66'), Lesjak, Skribek ( Zimonyi 46'), Koszta, Babati ( Milovanovikj 46'), Sankovic, Halilovic ( Gergényi 46'), Bedi, Szerafimov, Spoljaric ( Meshack 75').
- Fel nem használt cserék: Gyurján (kapus), Tajti, Huszti.  Vezetőedző: Waltner Róbert

| 2021. november 19. 20:00 13. forduló |

| Zalaegerszegi TE FC | 1-1   | Mezőkövesd Zsóry FC |
| ------------------- | ----- | ------------------- |
| Koszta 70'          | (0-0) | Nagy D. 90+2'       |

| ZTE Aréna, Zalaegerszeg Nézőszám: 703 Játékvezető: Andó-Szabó Sándor |

- ZTE: Demjén, Lesjak, Bobál, Skribek ( Babati 69'), Koszta, Zimonyi ( Meshack 46'  Tajti 89'), Sankovic, Halilovic ( Gergényi 82'), Bedi, Szerafimov, Spoljaric.
- Fel nem használt cserék: Köcse (kapus), Kálnoki-Kis, Beke, Majnovics, Huszti, Sebestyén, Németh D. Vezetőedző: Waltner Róbert

| 2021. november 28. 15:45 14. forduló |

| Puskás Akadémia FC | 1-1   | Zalaegerszegi TE FC |
| ------------------ | ----- | ------------------- |
| Plšek 47'          | (0-0) | Zimonyi 90+3'       |

| Pancho Aréna, Felcsút Nézőszám: 600 Játékvezető: Solymosi Péter |

- ZTE: Demjén, Kálnoki-Kis, Lesjak, Skribek, Koszta, Sankovic, Halilovic ( Németh D. 82'), Bedi, Szerafimov, Spoljaric ( Tajti 60'), Meshack ( Zimonyi 52').
- Fel nem használt cserék: Köcse (kapus), Bobál, Nimaga, Gergényi. Vezetőedző: Waltner Róbert

| 2021. december 4. 17:30 15. forduló |

| Zalaegerszegi TE FC    | 2-1   | Debreceni VSC |
| ---------------------- | ----- | ------------- |
| Koszta 26' Meshack 70' | (1-0) | Dzsudzsák 66' |

| ZTE Aréna, Zalaegerszeg Nézőszám: 712 Játékvezető: Csonka Bence |

- ZTE: Demjén, Kálnoki-Kis, Lesjak, Skribek ( Németh D. 85'), Tajti ( Nimaga 78'), Koszta, Zimonyi ( Meshack 69'), Sankovic, Halilovic ( Spoljaric 46'), Bedi, Szerafimov.
- Fel nem használt cserék: Köcse (kapus), Bobál, Babati, Majnovics, Huszti, Sebestyén, Gergényi. Vezetőedző: Waltner Róbert

| 2021. december 11. 17:15 16. forduló |

| Budapest Honvéd FC  | 2-2   | Zalaegerszegi TE FC   |
| ------------------- | ----- | --------------------- |
| Lukić 5' Zsótér 45' | (2-0) | Koszta 63' Lesjak 73' |

| Bozsik Aréna, Budapest Nézőszám: 2082 Játékvezető: Erdős József |

- ZTE: Demjén, Kálnoki-Kis, Lesjak, Skribek ( Meshack 46'), Koszta, Zimonyi ( Németh D. 81'), Sankovic, Halilovic ( Tajti 46'), Bedi, Szerafimov, Spoljaric ( Gergényi 71').
- Fel nem használt cserék: Köcse (kapus), Gyurján (kapus), Bobál, Nimaga, Huszti, Sebestyén. Vezetőedző: Waltner Róbert

| 2021. december 19. 18:45 17. forduló |

| Zalaegerszegi TE FC       | 2-0   | Újpest FC |
| ------------------------- | ----- | --------- |
| Halilović 59' Meshack 67' | (0-0) |           |

| ZTE Aréna, Zalaegerszeg Nézőszám: 1088 Játékvezető: Bognár Tamás |

- ZTE: Demjén, Kálnoki-Kis ( Bobál 58'), Lesjak, Tajti ( Spoljaric 82'), Koszta, Zimonyi ( Skribek 46'), Sankovic, Halilovic ( Gergényi 82'), Bedi, Szerafimov, Meshack ( Grezda 90+1').
- Fel nem használt cserék: Köcse (kapus), Gyurján (kapus), Huszti, Milovanovikj, Sebestyén, Németh D. Vezetőedző: Waltner Róbert

| 2022. január 29. 14:30 18. forduló |

| Paksi FC                | 3-2   | Zalaegerszegi TE FC |
| ----------------------- | ----- | ------------------- |
| Bognár 11' Ádám 39' 67' | (2-1) | Zimonyi 33' 62'     |

| Fehérvári úti stadion, Paks Nézőszám: 1212 Játékvezető: Antal Péter |

- ZTE: Demjén, Kálnoki-Kis, Lesjak, Tajti, Zimonyi ( Szalay 77'), Halilovic ( Koszta 70'), Milovanovikj ( Grzan 60'), Bedi, Szerafimov, Gergényi, Meshack.
- Fel nem használt cserék: Gyurján (kapus), Bobál, Huszti, Mocsi, Halmai, Posztobányi, Fehér. Vezetőedző: Waltner Róbert

| 2022. február 4. 20:00 19. forduló |

| MTK Budapest FC | 0-2   | Zalaegerszegi TE FC       |
| --------------- | ----- | ------------------------- |
|                 | (0-2) | Špoljarić 35' Meshack 44' |

| Hidegkuti Nándor Stadion, Budapest Nézőszám: 1671 Játékvezető: Káprály Mihály |

- ZTE: Gyurján, Kálnoki-Kis, Lesjak, Tajti ( Halmai 90'), Grzan ( Koszta 46'), Zimonyi ( Milovanovikj 69'), Bedi, Szerafimov, Gergényi, Spoljaric ( Posztobányi 81'), Meshack ( Fehér 90').
- Fel nem használt cserék: Bobál, Huszti, Mocsi, Rebernik. Vezetőedző: Waltner Róbert

| 2022. február 13. 17:15 20. forduló |

| Zalaegerszegi TE FC | 1-3   | Ferencvárosi TC                        |
| ------------------- | ----- | -------------------------------------- |
| Špoljarić 45'       | (1-2) | Zachariassen 1' R. Mmaee 34' Botka 49' |

| ZTE Aréna, Zalaegerszeg Nézőszám: 5366 Játékvezető: Farkas Ádám |

- ZTE: Demjén, Kálnoki-Kis, Lesjak, Tajti, Koszta ( Szalay 71'), Zimonyi ( Grzan 25'), Sankovic, Bedi, Szerafimov, Gergényi ( Halilovic 63'), Spoljaric.
- Fel nem használt cserék: Gyurján (kapus), Bobál, Milovanovikj, Posztobányi, Rebernik, Fehér. Vezetőedző: Waltner Róbert

| 2022. február 19. 17:00 21. forduló |

| Gyirmót FC Győr | 0-1   | Zalaegerszegi TE FC |
| --------------- | ----- | ------------------- |
|                 | (0-1) | Koszta 18'          |

| Alcufer stadion, Gyirmót Nézőszám: 1043 Játékvezető: Pillók Ádám |

- ZTE: Demjén, Kálnoki-Kis, Lesjak, Tajti ( Huszti 90+4'), Koszta ( Szalay 74'), Sankovic, Halilovic, Bedi, Szerafimov, Spoljaric ( Gergényi 87'), Meshack.
- Fel nem használt cserék: Gyurján (kapus), Bobál, Zsóri, Milovanovikj, Papp, Mocsi, Posztobányi, Rebernik, Fehér. Vezetőedző: Waltner Róbert

| 2022. február 26. 14:30 22. forduló |

| Zalaegerszegi TE FC | 0-0   | Kisvárda FC |
| ------------------- | ----- | ----------- |
|                     | (0-0) |             |

| ZTE Aréna, Zalaegerszeg Nézőszám: 1129 Játékvezető: Andó-Szabó Sándor |

- ZTE: Demjén, Kálnoki-Kis, Lesjak, Tajti ( Fehér 90'), Koszta ( Gergényi 83'), Sankovic, Halilovic, Bedi, Szerafimov, Spoljaric, Meshack ( Milovanovikj 72').
- Fel nem használt cserék: Gyurján (kapus), Bobál, Zsóri, Huszti, Papp, Mocsi, Antal, Posztobányi, Rebernik. Vezetőedző: Waltner Róbert

| 2022. március 6. 15:15 23. forduló |

| Zalaegerszegi TE FC   | 2-0   | MOL Fehérvár FC |
| --------------------- | ----- | --------------- |
| Huszti 12' Koszta 83' | (1-0) |                 |

| ZTE Aréna, Zalaegerszeg Nézőszám: 2056 Játékvezető: Csonka Bence |

- ZTE: Demjén, Bobál ( Mocsi 32'), Tajti ( Spoljaric 89'), Koszta ( Zsóri 89'), Huszti, Sankovic, Halilovic, Bedi, Szerafimov, Gergényi, Meshack ( Milovanovikj 90+1').
- Fel nem használt cserék: Gyurján (kapus), Posztobányi, Rebernik, Szalay. Vezetőedző: Waltner Róbert

| 2022. március 12. 17:00 24. forduló |

| Mezőkövesd Zsóry FC | 0-0   | Zalaegerszegi TE FC |
| ------------------- | ----- | ------------------- |
|                     | (0-0) |                     |

| Mezőkövesd Városi Stadion, Mezőkövesd Nézőszám: 1250 Játékvezető: Pillók Ádám |

- ZTE: Demjén, Lesjak, Tajti ( Szalay 90'), Koszta ( Zsóri 76'), Sankovic, Halilovic, Bedi, Szerafimov, Mocsi, Gergényi ( Spoljaric 46'), Meshack ( Milovanovikj 60').
- Fel nem használt cserék: Gyurján (kapus), Huszti, Sebestyén, Posztobányi, Rebernik. Vezetőedző: Waltner Róbert

| 2022. március 19. 15:00 25. forduló |

| Zalaegerszegi TE FC | 0-0   | Puskás Akadémia FC |
| ------------------- | ----- | ------------------ |
|                     | (0-0) |                    |

| ZTE Aréna, Zalaegerszeg Nézőszám: 1812 Játékvezető: Pintér Csaba |

- ZTE: Demjén, Lesjak, Tajti, Koszta, Sankovic, Halilovic ( Posztobányi 83'), Bedi ( Spoljaric 72'), Szerafimov, Mocsi, Gergényi, Meshack ( Milovanovikj 79').
- Fel nem használt cserék: Gyurján (kapus), Zsóri, Huszti, Rebernik, Szalay. Vezetőedző: Waltner Róbert

| 2022. április 2. 14:45 26. forduló |

| Debreceni VSC | 0-0   | Zalaegerszegi TE FC |
| ------------- | ----- | ------------------- |
|               | (0-0) |                     |

| Nagyerdei stadion, Debrecen Nézőszám: 2830 Játékvezető: Vad II. István |

- ZTE: Demjén, Kálnoki-Kis, Lesjak, Zsóri ( Rebernik 85'), Tajti, Sankovic, Halilovic, Milovanovikj ( Spoljaric 46'), Szerafimov, Gergényi, Meshack.
- Fel nem használt cserék: Gyurján (kapus), Papp, Antal, Posztobányi, Szalay. Vezetőedző: Molnár Balázs

### MOL Magyar Kupa
| 2021. szeptember 18. 15:00 3. forduló (legjobb 64) |

| Vác FC | 0-4               | Zalaegerszegi TE FC                    |
| ------ | ----------------- | -------------------------------------- |
|        | (0-1) Jegyzőkönyv | Borukov 43' Zimonyi 78' 84' Koszta 85' |

| Ligeti Stadion, Vác Játékvezető: Urbán Eszter |

- ZTE: Gyurján, Lesjak, Huszti, Sankovic, Halilovic ( Tajti 46'), Milovanovikj ( Skribek 55'), Bedi, Szerafimov, Spoljaric ( Gergényi 74'), Meshack ( Zimonyi 46'), Borukov ( Koszta 46')
- Fel nem használt cserék: Köcse (kapus), Majnovics, Sebestyén, Németh D. Vezetőedző: Waltner Róbert

| 2021. október 27. 19:30 4. forduló (legjobb 32) |

| Zalaegerszegi TE FC | 0-1               | Budapest Honvéd FC |
| ------------------- | ----------------- | ------------------ |
|                     | (0-0) Jegyzőkönyv | Nono 109'          |

| ZTE Aréna, Zalaegerszeg Játékvezető: Pintér Csaba |

- ZTE: Gyurján, Lesjak ( Huszti 63'), Bobál ( Sebestyén 63'), Tajti ( Spoljaric 94'), Babati, Zimonyi ( Koszta 82'), Sankovic ( Halilovic 63'), Milovanovikj ( Skribek 71'), Bedi, Szerafimov, Gergényi
- Fel nem használt cserék: Demjén (kapus), Majnovics, Papp L., Meshack, Németh D. Vezetőedző: Waltner Róbert

## Statisztikák
Utolsó elszámolt mérkőzés: 2022. április 23.

### Összesített statisztika
A felkészülési mérkőzéseket nem vettük figyelembe.
|                                    | Minden kiírás                                                                                    | OTP Bank Liga | MOL Magyar Kupa                                                                              |
| ---------------------------------- | ------------------------------------------------------------------------------------------------ | --- | -------------------------------------------------------------------------------------------- |
| Lejátszott mérkőzés                | 35                                                                                               | 33 | 2                                                                                            |
| Győzelem                           | 11                                                                                               | 10 | 1                                                                                            |
| Döntetlen                          | 9                                                                                                | 9 | 0                                                                                            |
| Vereség                            | 15                                                                                               | 14 | 1                                                                                            |
| Szerzett gól                       | 48                                                                                               | 44 | 4                                                                                            |
| Kapott gól                         | 59                                                                                               | 58 | 1                                                                                            |
| Gólkülönbség                       | -11                                                                                              | -8 | 3                                                                                            |
| Sárga lap                          | 84                                                                                               | 79 | 5                                                                                            |
| Kiállítás                          | 2                                                                                                | 2 | 0                                                                                            |
| Legnagyobb arányú győzelem         | 4 gólos• 0-4 Vác (idegenben, Magyar Kupa 8. forduló, 2021. 09. 18.)                              | 2 gólos• 2-0 MTK (hazai pályán, bajnokság 8. forduló, 2021. 10. 03.) • 2-0 Újpest (hazai pályán, bajnokság 17. forduló, 2021. 12. 19.) • 0-2 MTK (idegenben, bajnokság 19. forduló, 2022. 02. 04.) • 2-0 Fehérvár (hazai pályán, bajnokság 23. forduló, 2022. 03. 06.) • 3-1 Honvéd (hazai pályán, bajnokság 27. forduló, 2022. 04. 08.) | 4 gólos• 0-4 Vác (idegenben, Magyar Kupa 8. forduló, 2021. 09. 18.)                          |
| Legnagyobb arányú vereség          | 5 gólos• 5-0 Kisvárda (idegenben, bajnokság 11. forduló, 2021. 10. 31.)                          | 5 gólos• 5-0 Kisvárda (idegenben, bajnokság 11. forduló, 2021. 10. 31.) | 1 gólos• 0-1 Honvéd (hazai pályán, Magyar Kupa 9. forduló, 2021. 10. 27.)                    |
| Legtöbb gól egy mérkőzésen         | 7 gól• 2-5 Paks (hazai pályán, bajnokság 7. forduló, 2021. 09. 24.)                              | 7 gól• 2-5 Paks (hazai pályán, bajnokság 7. forduló, 2021. 09. 24.) | 4 gól• 0-4 Vác (idegenben, Magyar Kupa 8. forduló, 2021. 09. 18.)                            |
| Legmagasabb hazai nézőszám         | 5.366 néző: Ferencváros ellen (bajnokság 20. forduló, 2022. 02. 13.)                             | 5.366 néző: Ferencváros ellen (bajnokság 20. forduló, 2022. 02. 13.) | ? néző: Honvéd ellen (Magyar Kupa 9. forduló, 2021. 10. 27.)                                 |
| Legalacsonyabb hazai nézőszám      | 703 néző: Mezőkövesd ellen (bajnokság 13. forduló, 2021. 11. 19.)                                | 703 néző: Mezőkövesd ellen (bajnokság 13. forduló, 2021. 11. 19.) | ? néző: Honvéd ellen (Magyar Kupa 9. forduló, 2021. 10. 27.)                                 |
| Legmagasabb idegenbeli nézőszám    | 8.769 néző: Ferencváros otthonában (bajnokság 9. forduló, 2021. 10. 16.)                         | 8.769 néző: Ferencváros otthonában (bajnokság 9. forduló, 2021. 10. 16.) | ? néző: Vác otthonában (Magyar Kupa 8. forduló, 2021. 09. 18.)                               |
| Legalacsonyabb idegenbeli nézőszám | 600 néző: Puskás Akadémia otthonában (bajnokság 14. forduló, 2021. 11. 28.)                      | 600 néző: Puskás Akadémia otthonában (bajnokság 14. forduló, 2021. 11. 28.) | ? néző: Vác otthonában (Magyar Kupa 8. forduló, 2021. 09. 18.)                               |
| Legtöbb gólt szerző játékos        | Koszta: 12 gól                                                                                   | Koszta: 11 gól | Zimonyi: 2 gól                                                                               |
| Legtöbbet figyelmeztetett játékos  | Halilovic: 12 figyelmeztetés (ebből 12 / 0 ),                                                    | Halilovic: 12 figyelmeztetés (ebből 12 / 0 ), | 5 játékos: Borukov, Gergényi, Huszti, Szerafimov, Tajti 1–1 figyelmeztetés (ebből 1 / 0 )    |
| Pont (csak OTP Bank Liga)          | 39 pont a megszerezhető 99 pontból (39.3%)                                                       | 39 pont a megszerezhető 99 pontból (39.3%) | —                                                                                            |
| Waltner Róbert vezetőedzővel       | Ebben a szezonban:27 mérkőzés: 10 győzelem — 8 döntetlen — 9 vereség (39 rúgott – 40 kapott gól) | Ebben a szezonban:25 mérkőzés: 9 győzelem — 8 döntetlen — 8 vereség (35 rúgott – 39 kapott gól) | Ebben a szezonban:2 mérkőzés: 1 győzelem — 0 döntetlen — 1 vereség (4 rúgott – 1 kapott gól) |
| Molnár Balázs mb. vezetőedzővel    | Ebben a szezonban:8 mérkőzés: 1 győzelem — 1 döntetlen — 6 vereség (11 rúgott – 20 kapott gól)   | Ebben a szezonban:8 mérkőzés: 1 győzelem — 1 döntetlen — 6 vereség (11 rúgott – 20 kapott gól) | —                                                                                            |

### Gólszerzők
A felkészülési mérkőzéseket nem vettük figyelembe.
| Játékos                                        | Összes gól                                     | Összes gól                                     | Összes gól                                     | OTP Bank Liga                                  | OTP Bank Liga                                  | OTP Bank Liga                                  | OTP Bank Liga | OTP Bank Liga | OTP Bank Liga | OTP Bank Liga | OTP Bank Liga | OTP Bank Liga | OTP Bank Liga | OTP Bank Liga | OTP Bank Liga | OTP Bank Liga | OTP Bank Liga | OTP Bank Liga | OTP Bank Liga | OTP Bank Liga | OTP Bank Liga | OTP Bank Liga | OTP Bank Liga | OTP Bank Liga | OTP Bank Liga | OTP Bank Liga | OTP Bank Liga | OTP Bank Liga | OTP Bank Liga | OTP Bank Liga | OTP Bank Liga | OTP Bank Liga | OTP Bank Liga | OTP Bank Liga | OTP Bank Liga | OTP Bank Liga | OTP Bank Liga | OTP Bank Liga | OTP Bank Liga |
| Játékos                                        | Összes gól                                     | Összes gól                                     | Összes gól                                     | Gólok                                          | Gólok                                          | Gólok                                          | 1             | 2             | 3             | 4             | 5             | 6             | 7             | 8             | 9             | 10            | 11            | 12            | 13            | 14            | 15            | 16            | 17            | 18            | 19            | 20            | 21            | 22            | 23            | 24            | 25            | 26            | 27            | 28            | 29            | 30            | 31            | 32            | 33            |
| Játékos                                        | Gól                                            | 11                                             | öngól                                          | Gól                                            | 11                                             | öngól                                          | o             | i             | o             | i             | o             | i             | o             | o             | i             | o             | i             | i             | o             | i             | o             | i             | o             | i             | o             | i             | o             | i             | o             | i             | o             | i             | o             | i             | o             | o             | i             | o             | i             |
| ---------------------------------------------- | ---------------------------------------------- | ---------------------------------------------- | ---------------------------------------------- | ---------------------------------------------- | ---------------------------------------------- | ---------------------------------------------- | ------------- | ------------- | ------------- | ------------- | ------------- | ------------- | ------------- | ------------- | ------------- | ------------- | ------------- | ------------- | ------------- | ------------- | ------------- | ------------- | ------------- | ------------- | ------------- | ------------- | ------------- | ------------- | ------------- | ------------- | ------------- | ------------- | ------------- | ------------- | ------------- | ------------- | ------------- | ------------- | ------------- |
| Koszta                                         | 9                                              | 2                                              | 0                                              | 9                                              | 2                                              | 0                                              |               | Gól           |               |               |               | Gól           |               | Gól · Gól     | Gól           | Gól           |               |               | gól           |               | Gól           | Gól           |               |               |               |               | Gól           |               | gól           |               | —             | —             | —             | —             | —             | —             | —             | —             | —             |
| Špoljarić                                      | 5                                              | 0                                              | 0                                              | 5                                              | 0                                              | 0                                              |               |               |               |               |               | Gól           | Gól           |               |               |               |               |               |               |               |               |               |               |               | Gól           | Gól           |               |               |               |               |               |               | Gól           |               |               | Gól           |               |               |               |
| Szerafimov                                     | 4                                              | 0                                              | 0                                              | 4                                              | 0                                              | 0                                              |               | Gól           |               |               | Gól           |               |               |               | Gól           | Gól           |               |               |               |               |               |               |               |               |               |               |               |               |               |               |               |               |               |               |               |               |               |               |               |
| Meshack                                        | 3                                              | 0                                              | 0                                              | 3                                              | 0                                              | 0                                              |               |               |               |               |               |               |               |               |               |               |               |               |               |               | Gól           |               | Gól           |               | Gól           |               |               |               |               |               |               |               |               |               | Gól           |               |               |               |               |
| Zimonyi                                        | 3                                              | 0                                              | 0                                              | 3                                              | 0                                              | 0                                              |               |               |               |               |               |               |               |               |               |               |               |               |               | Gól           |               |               |               | Gól · Gól     |               |               | —             | —             | —             | —             | —             | —             | —             | —             | —             | —             | —             | —             | —             |
| Lesjak                                         | 2                                              | 0                                              | 0                                              | 2                                              | 0                                              | 0                                              |               |               |               |               |               |               |               |               |               |               |               |               |               |               |               | Gól           |               |               |               |               |               |               |               |               |               |               | Gól           |               |               |               |               |               |               |
| Skribek                                        | 2                                              | 0                                              | 0                                              | 2                                              | 0                                              | 0                                              |               |               | Gól           | Gól           |               |               |               |               |               |               |               |               |               |               |               |               |               | —             | —             | —             | —             | —             | —             | —             | —             | —             | —             | —             | —             | —             | —             | —             | —             |
| Tajti                                          | 2                                              | 0                                              | 0                                              | 2                                              | 0                                              | 0                                              |               |               |               |               |               |               |               |               |               |               |               |               |               |               |               |               |               |               |               |               |               |               |               |               |               |               | Gól           |               | Gól           |               |               |               |               |
| Babati                                         | 1                                              | 0                                              | 0                                              | 1                                              | 0                                              | 0                                              | Gól           |               |               |               |               |               |               |               |               |               |               |               |               |               |               |               |               | —             | —             | —             | —             | —             | —             | —             | —             | —             | —             | —             | —             | —             | —             | —             | —             |
| Borukov                                        | 1                                              | 0                                              | 0                                              | 1                                              | 0                                              | 0                                              |               |               |               |               |               |               | Gól           |               |               | —             | —             | —             | —             | —             | —             | —             | —             | —             | —             | —             | —             | —             | —             | —             | —             | —             | —             | —             | —             | —             | —             | —             | —             |
| Grezda                                         | 1                                              | 0                                              | 0                                              | 1                                              | 0                                              | 0                                              |               |               |               | Gól           |               |               |               |               |               |               |               |               |               |               |               |               |               | —             | —             | —             | —             | —             | —             | —             | —             | —             | —             | —             | —             | —             | —             | —             | —             |
| Halilovic                                      | 1                                              | 0                                              | 0                                              | 1                                              | 0                                              | 0                                              |               |               |               |               |               |               |               |               |               |               |               |               |               |               |               |               | Gól           |               |               |               |               |               |               |               |               |               |               |               |               |               |               |               |               |
| Huszti                                         | 1                                              | 0                                              | 0                                              | 1                                              | 0                                              | 0                                              |               |               |               |               |               |               |               |               |               |               |               |               |               |               |               |               |               |               |               |               |               |               | Gól           |               |               |               |               |               |               |               |               |               |               |
| Összesen                                       | 36                                             | 2                                              | 0                                              | 36                                             | 2                                              | 0                                              | 1             | 2             | 1             | 2             | 1             | 2             | 2             | 2             | 2             | 2             | 0             | 0             | 1             | 1             | 2             | 2             | 2             | 2             | 2             | 1             | 2             | 0             | 2             | 0             | 0             | 0             | 3             | 0             | 2             |               |               |               |               |
| OTP Bank Ligában – öszi–tavaszi szezon szerint | OTP Bank Ligában – öszi–tavaszi szezon szerint | OTP Bank Ligában – öszi–tavaszi szezon szerint | OTP Bank Ligában – öszi–tavaszi szezon szerint | OTP Bank Ligában – öszi–tavaszi szezon szerint | OTP Bank Ligában – öszi–tavaszi szezon szerint | OTP Bank Ligában – öszi–tavaszi szezon szerint | 25            | 25            | 25            | 25            | 25            | 25            | 25            | 25            | 25            | 25            | 25            | 25            | 25            | 25            | 25            | 25            | 25            | 13            | 13            | 13            | 13            | 13            | 13            | 13            | 13            | 13            | 13            | 13            | 13            | 13            | 13            | 13            | 13            |
| OTP Bank Ligában – körök szerint               | OTP Bank Ligában – körök szerint               | OTP Bank Ligában – körök szerint               | OTP Bank Ligában – körök szerint               | OTP Bank Ligában – körök szerint               | OTP Bank Ligában – körök szerint               | OTP Bank Ligában – körök szerint               | 17            | 17            | 17            | 17            | 17            | 17            | 17            | 17            | 17            | 17            | 17            | 15            | 15            | 15            | 15            | 15            | 15            | 15            | 15            | 15            | 15            | 15            | 7             | 7             | 7             | 7             | 7             | 7             | 7             | 7             | 7             | 7             | 7             |